# Publius Valerius Publicola (consul en -509)
Pour les articles homonymes, voir Valerius Publicola.
Publius Valerius Publicola ou Poplicola est un nom prestigieux qui est porté par de nombreux et illustres membres de la gens patricienne des Valerii, dont les origines se confondent avec celles de la République romaine en 509 av. J.-C.,
Dès les premières années de la République, Publius Valerius Publicola est attesté comme consul du nouveau régime, par quatre fois : en 509 av. J.-C., en remplaçant  Lucius Tarquinius Collatinus, puis en 508, 507 et 504 av. J.-C. Il meurt en 503 av. J.-C.
Il faut préciser que comme la plus grande partie des hommes et des institutions de cette époque romaine, la réalité de son existence historique et de ses actions nous échappent, nos sources lacunaires présentant par ailleurs des récits et des traditions considérablement réécrits et déformés.
La place exacte du légendaire Publius Valerius Publicola n'est cependant plus discutable, contrairement à celles de Brutus, Collatin et Lucretius, après la découverte d'une inscription sur un bloc de tuf (le lapis Satricanus) réutilisé dans les fondations réalisées pour la reconstruction du temple de Mater Matuta de Satricum vers 480 av. J.-C.. Y sont mentionnés un homonyme qui était de surcroît contemporain, Poplioso Valesioso (Publius Valerius) et ses hommes de main, suodales, qui offrent une dédicace à Mars. Les spécialistes qui ont étudié la paléographie de ce texte le datent autour de 500 av. J.-C.

## Biographie selon la tradition
Tite-Live, dans son Histoire romaine, Livres I et II et Denys d'Halicarnasse, dans ses Antiquités romaines, Livres IV et V, relatent les légendes et les faits de la fin de la royauté et du début de la République. Plutarque et Aurelius Victor, quant à eux, ont écrit tous deux une biographie de Publius Valerius Publicola, respectivement dans Les Vies parallèles des hommes illustres et les Hommes illustres de la ville de Rome.

### Son ascendance
Selon Plutarque, il serait le descendant d'un des premiers Valerii, qui, peu après la fondation de Rome, seraient à l'origine de la réconciliation entre Sabins et Romains, et de la paix signée entre ces deux peuples. Denys d'Halicarnasse confirme qu'il serait un descendant des Sabins venus à Rome avec Titus Tatius, qui partagea le trône de Rome avec Romulus,.

### L'instauration de laRépublique(509)
Selon Plutarque, sous la tyrannie, il s'acharne à défendre la justice et à aider ceux qui en ont besoin, usant de son éloquence et de sa richesse. Denys d'Halicarnasse le décrit comme un « homme d'action et prudent » ou encore comme « un homme estimable tant en louange qu’admirable pour beaucoup d'autres qualités, mais particulièrement pour sa manière sobre de vie »
Alors que Sextus Tarquin a violé Lucrèce, qui s'est ensuite suicidée, quatre hommes se jurent de renverser la royauté et la tyrannie des Tarquins. Spurius Lucretius Tricipitinus, le père de Lucrèce, Lucius Tarquinius Collatinus, le mari, Lucius Junius Brutus et Publius Valerius,,. Selon Tite-Live, Lucrèce se suicide en présence des quatre hommes, après leur avoir fait jurer de la venger. Denys d'Halicarnasse donne une version quelque peu différente : Seuls son père, Spurius Lucretius Tricipitinus, dans les bras desquels elle meurt, et Publius Valerius sont présents. Ce dernier prévient son mari, Lucius Tarquinius Collatinus et Lucius Junius Brutus, et leur append les terribles nouvelles : le viol et le suicide.
Selon la légende, ils sont tous les quatre consuls en l'an 1 de la République, Lucius Junius Brutus et Lucius Tarquinius Collatinus en début d'année, et Publius Valerius Publicola et Spurius Lucretius Tricipitinus suffects, après la mort du premier et l'exil du second.
Les quatre hommes exposent le corps de Lucrèce sur le Forum Romanum, haranguent le peuple de Rome, et prononcent l'exil du roi par la Lex Iunia de Tarquiniis exilio multandis. L'instauration de la République, selon la légende, a lieu,.
Publius Valerius laisse Lucius Junius Brutus prendre le commandement de la République naissante, mais est indigné qu'il ne soit pas choisi comme collègue lorsque l'on décide que deux hommes gouverneront la ville, et non un. Lucius Tarquinius Collatinus est élu comme collègue de Lucius Junius Brutus. Il se retire de la vie publique, indigné qu'on puisse croire qu'il aspire à la royauté, mais il est le premier à jurer qu'il ne ferait rien en faveur des Tarquins  et qu’il les combattrait de toutes ses forces pour le maintien de la liberté.
Quelque temps plus tard, des ambassadeurs des Tarquins veulent s'adresser au peuple pour tenter de le séduire. Les consuls, Brutus et Collatin, ne contestent pas, mais Publius Valerius s'y oppose, de peur que le peuple, craignant plus les méfaits de la guerre à ceux de la tyrannie, abandonne la liberté pour la paix.

### L'exil deCollatinet le complot pour rétablirTarquin(509)
Selon Tite-Live, le peuple supplie Collatin d'abdiquer de sa charge car la royauté ne peut disparaître qu'avec la famille des Tarquins. Ce dernier abdique finalement de sa magistrature convaincu par son beau-père Spurius Lucretius Tricipitinus, et s'exile loin de Rome avec tous ses biens, de peur qu'on les réquisitionne. Brutus fait alors voter un senatus consulte bannissant tous les membres de la famille des Tarquins.
Selon Plutarque et Denys d'Halicarnasse, Collatin n'abdique pas tout de suite. Des ambassadeurs de Tarquin, sous quelques obscurs prétextes de restitution de fortune, restent à Rome plus que de raison et corrompent certaines familles de sénateurs dans le but de rendre à Tarquin son trône,. Publius Valerius, dont la porte est ouverte à tous, a vent du complot visant à mettre à mort les consuls, car l'esclave témoin a peur de la réaction des deux consuls qui ont des parents dans la conspiration. Il confond les conjurés, dont les fils de Brutus qui sont mis à mort par leur père lui-même,. Mais l'autre consul, Collatin, laisse les autres conjurés libres de préparer leur défense, et s'oppose vivement à Valerius selon Plutarque, à Brutus selon Denys d'Halicarnasse.
D'après Plutarque, Lucius Junius Brutus met fin à la discorde et tous les conjurés sont mis à mort. Lucius Tarquinius Collatinus, dont le nom est odieux au peuple, et dont les derniers événements l'ont rendu peu populaire, choisit d'abdiquer de son consulat et de partir en exil.
Selon Denys d'Halicarnasse, Brutus accuse son collègue Collatin d'être du côté des tyrans, les Tarquins, et souhaite que le peuple vote pour la condamnation à mort des conjurés, malgré l'opposition de Collatin, et le peuple est furieux contre ce dernier. Alors Spurius Lucretius Tricipitinus demande la permission d'intervenir devant le peuple, une première pour un citoyen privé, et convainc Collatin de s'exiler et Brutus de laisser noblement partir son collègue. Le premier accepte de quitter la ville et s'exile à Lavinium tandis que le second, pour le remercier, fait voter un don pour l'exilé auquel il participe.
Tite-Live, quant à lui, signale la conspiration pour tuer les consuls après l'exil de Collatin, et vise donc Brutus et Valerius. Ces derniers sont mis au courant, et les conjurés, dont les enfants de Brutus, sont mis à mort, et l'esclave est récompensé par l'octroi de la citoyenneté,,.

### Son premierconsulat, suffect (509)

#### Son élection
À la suite de l'exil de Lucius Tarquinius Collatinus, les comices centuriates, réunies par Lucius Junius Brutus, l'élisent consul suffect en 509 av. J.-C., car il a aidé à chasser les rois de Rome,,.
Avec son collègue Lucius Junius Brutus, ils présentent trois mesures : 
- ils complètent le sénat décimé par Tarquin le Superbe en élevant des plébéiens au patriciat qui deviennent ainsi membres de l'assemblée, de nouveau composée de 300 sénateurs ;
- ils partagent les biens du tyran entre tous les citoyens romains ;
- ils divisent les terres de l'ancien roi et les distribuent à ceux qui ne possèdent rien, tout en réservant le Champ de Mars aux entraînements militaires.

Ils accordent aussi une chance à tous les exilés qui ont suivi les Tarquins de revenir à Rome en toute impunité et sous une amnistie générale jusqu'à une date limite. Ensuite, s'ils ne sont pas revenus, ils accaparent leurs biens.

#### La bataille contreTarquinettriomphe
Il doit faire face avec son collègue à une Union.étrusque pour rétablir Tarquin sur le trône. Les deux consuls mènent l'armée romaine. Lucius Junius Brutus s'élance à la tête de la cavalerie contre les ennemis tandis que Valerius commande l'infanterie. Brutus et Arruns Tarquin, fils de Tarquin le Superbe, s'entretuent,,,.
La bataille tourne au massacre pour les deux camps lorsqu'un orage éclate, les armées de Tarquin et Valerius doivent arrêter momentanément les combats, persuadés, au vu des pertes, qu'elles ont été vaincues. On dit qu'alors une voix d'une divinité s'élève pour dire que les Toscans ont perdu un homme de plus que les Romains, les hommes de Publius Valerius reprennent courage et prennent le camp ennemi. Près de 23 000 soldats seraient morts, autant d'un camp que de l'autre,.
Publius Valerius obtient le droit de triompher, rend les honneurs à son collègue défunt, et prononce son oraison funèbre,,,.

#### Détruit sa villa au nom du peuple romain
Toujours selon la légende, après avoir été glorifié par le peuple, Publius Valerius est haï, en proie à des « soupçons et des accusations odieuses ». Il n'a en effet pas encore ordonné d'élection pour se donner un collègue (Aurelius Victor parle du non-remplacement du suffect de Brutus, Spurius Lucretius Tricipitinus, alors que les autres auteurs parlent du non remplacement de Brutus), s'attribuant ainsi l'autorité suprême, et se fait construire une somptueuse villa imprenable,,. Il se comporte en tout point comme un roi.
Blessé par ces accusations, Publius Valerius détruit en une nuit sa villa, dormant maintenant chez des amis, n'ayant plus de toit,. Il se présente devant le peuple, et réfute une à une les accusations portées contre lui, et une fois son discours terminé, fait édifier sa maison à l'endroit le plus bas de la ville, là où se situera plus tard le temple de la Victoire,.
Denys d'Halicarnasse ajoute qu'il aurait dès ce moment-là choisi un nouveau collègue, Spurius Lucretius Tricipitinus, mais qui meurt peu après, et ensuite Marcus Horatius Pulvillus. Seulement après, il aurait fait détruire puis reconstruire sa villa au plus bas de la ville et il aurait instauré le fait qu'un consul à l'intérieur de la ville soit entouré de licteurs ne portant que des baguettes et non des haches, comme hors des murs.

#### On lui attribue son surnom, Publicola
Il dépose ses faisceaux aux pieds du peuple, reconnaissant et honorant ainsi la souveraineté suprême du peuple, et ainsi il recouvre la confiance entière du peuple, et reçoit alors le surnom du Publicola, selon Plutarque, alors que Tite-Live et Aurelius Victor écrivent qu'il reçoit ce surnom après une série de lois favorables au peuple. Les études récentes sur l'onomastique de Publicola, cependant, ont contribué à démystifier ce mythe, en faveur d'une interprétation plus probable du cognomen comme un nom composé signifiant "celui qui prend soin de l'armée."
Profitant de sa popularité retrouvée, et de l'autorité suprême, il fait voter plusieurs lois avant de se donner un collègue, pour en garder le seul mérite : 
- droit d'appel devant le peuple d'une sentence d'un magistrat[38],[41],[42],[43],[44], ou d'un consul[45],[46] : Lex Valeria sur l'appel au peuple (Lex Valeria de provocatione) ;
- tout aspirant à la royauté serait déclaré sacer, c'est-à-dire voué aux dieux infernaux et condamné à mort[41] : Lex Valeria condamnant la tyrannie (Lex Valeria de sacrando)  ;
- droit de tuer tout homme qui aspirerait à la tyrannie et impunité pour l'auteur du meurtre[47] : Lex Valeria condamnant la tyrannie (Lex Valeria de sacrando) ;
- tous ceux qui transgressent la loi sont déclarés sacer[37] et impunité pour leur meurtrier[37] ;
- révision et complément de l'album sénatorial, que la cruauté de Tarquin le Superbe et les combats qui s'ensuivirent avaient amoindri[45] ;
- peine de mort pour ceux qui se proclameraient magistrat sans avoir été nommés par le peuple[45] ;
- suppression de tout impôt pour les citoyens[45] ;
- condamnation pour ceux qui n'obéiraient pas aux consuls[45] ;
- administration du trésor public, gardé au temple de Saturne, par les questeurs[47].

Ces lois sont si bien accueillies, qu'on le surnomme Publicola (ou Poplicola),,, et une fois ces lois votées, il organise des élections. Spurius Lucretius Tricipitinus est élu, mais meurt peu après, et enfin Marcus Horatius Pulvillus,.

#### La dédicace dutemple de Jupiter Capitolin
Elle n'a toujours pas eu lieu,. Selon Tite-Live, Marcus Horatius Pulvillus a l'honneur, par le tirage au sort, de le dédier, tandis que Publius Valerius Publicola prend la tête des armées pour faire face aux Véiens,. Selon Plutarque, nombre de sénateurs souhaitent que cela soit quelqu'un d'autre que Valerius qui le dédie. Alors on fait voter au peuple que le temple soit dédié par Marcus Horatius Pulvillus, alors que Publius Valerius Publicola est en campagne. Selon les deux auteurs, la famille de Publicola, notamment son frère, Marcus Valerius Volusus Maximus (futur consul), tente par tous les moyens d'empêcher cette dédicace jusqu'à ce que Publius Valerius revienne, faisant croire que le fils de Marcus Horatius Pulvillus est mort, mais le consul ne s'en trouble point et continue la dédicace,,.
Selon Aurelius Victor, Publius Valerius Publicola obtint trois triomphes, dont le premier contre les Véiens, vraisemblablement après cette campagne.
Denys d'Halicarnasse place cette dédicace en 507 av. J.-C., année où ce sont les mêmes consuls : Publius Valerius Publicola et Marcus Horatius Pulvillus. Il signale aussi que c'est ce dernier qui à l'honneur de dédier le temple alors que son collègue est en campagne, contre des brigands envoyés par Octavius Mamilius selon l'auteur grec.

### Son deuxièmeconsulat(508)
Tarquin le Superbe, après sa défaite à la bataille où Brutus et son fils se sont entretués, se réfugie auprès de Porsenna, un roi étrusque de Clusium, très puissant, qui promet à l'exilé son aide. Il envoie à Rome des ambassadeurs pour les sommer de recevoir leur roi, et, devant leur refus, marche sur Rome,.
Publius Valerius Publicola, bien qu'absent, est élu au consulat avec Titus Lucretius Tricipitinus,. Selon Denys d'Halicarnasse, rien de notable ne se produit durant cette année, excepté qu'un recensement est effectué et les taxes de guerre sont à nouveau prélevées.

### Son troisièmeconsulat(507)

#### Première bataille contre Porsenna

Première bataille entre Porsenna et les Romains de la prise du camp romain du Janicule jusqu'à l'exploit d'Horatius Coclès et la destruction du Pont Sublicius.

Dès son retour à Rome après son élection pour la deuxième (peu vraisemblable) ou troisième fois au consulat, il installe une colonie avec 700 hommes face au roi étrusque, mais ce dernier avance si vivement qu'il défait cette colonie et les pousse à la fuite.
Publius Valerius doit les secourir et engage la bataille aux portes de Rome sur les bords du Tibre, en sous-nombre. Les futurs consuls de 506 av. J.-C. Spurius Larcius Flavius et Titus Herminius Aquilinus commandent l'aile droite face à Sextus et Titus Tarquin qui commandent le corps des exilés romains et de Gabies. L'aile gauche romaine est commandée par Marcus Valerius Volusus Maximus, frère de Publius Valerius et futur consul, et par Titus Lucretius Tricipitinus, consul en 508 av. J.-C., et ils font face à Octavius Mamilius, dirigeant de Tusculum et gendre de Tarquin le Superbe, qui est à la tête des Latins qui se sont révoltés contre Rome. Enfin, au centre, les deux consuls font face à l'armée étrusque proprement dite, menée par le Lars Porsenna.
La bataille s'engage, et les deux armées rivalisent de courage et d'agressivité, les Romains plus expérimentés tenant tête aux Étrusques plus nombreux, jusqu'à ce que les deux consuls soient blessés et ramenés dans la ville, et l'armée romaine s'enfuit par le pont Sublicius et regagne la ville, malgré l'avantage pris à l'aile droite sur les corps dirigés par les Tarquins.
Porsenna, sur sa lancée, tente un assaut infructueux grâce à l'héroïsme d'Horatius Coclès au pont Sublicius, aidé dans un premier temps de Spurius Larcius Flavius et Titus Herminius Aquilinus,,,, et assiège Rome, pillant les environs,.

#### Blocus de Rome
Consul aux côtés de Marcus Horatius Pulvillus, il prépare une embuscade pour mettre fin aux pillages et aux ravages du territoire romain. Il ordonne au peuple de Rome de pousser ses troupeaux hors de la ville, attirant ainsi l'ennemi, et il vainc une partie des troupes adverses, avec l'aide de son ancien collègue Titus Lucretius Tricipitinus et de Titus Herminius Aquilinus et Spurius Larcius Flavius (futurs consuls de 506 av. J.-C.), mettant ainsi fin aux pillages incessants des étrusques,,.

#### Paix avec Porsenna
Quelque temps plus tard, Porsenna décide de retourner à Clusium et abandonne le siège de Rome, dit-on impressionné par la vaillance de ces derniers (héroïsme de Caius Mucius Scaevola, et bientôt l'exploit de Clélie,).
Les Romains livrent des otages au Lars Porsenna, comme signe de bonne foi, les enfants des familles patriciennes. Les consuls participent aussi, Horatius Pulvillus aurait promis son fils et Valerius Publicola sa fille aux enfants des Étrusques.
Selon Denys d'Halicarnasse et Plutarque, Publius Valerius Publicola ne refuse pas de prendre comme juge le roi de Clusium entre les Romains et Tarquin, mais ce dernier ne veut pas de juge, encore moins le roi étrusque. Porsenna, mécontent de l'attitude de l'ancien tyran, qui aurait aussi tenté d'attaquer les ambassadeurs sacrés romains, accepte la paix avec Rome, signe des traités d'amitié, et se retire,.

### Victoire sur lesSabins(506&505)
Les Sabins font des incursions sur le territoire romain. Le frère de Publius Valerius Publicola, Marcus Valerius Volusus Maximus, élu consul en 505 av. J.-C. au côté de Publius Postumius Tubertus, remporte de grandes victoires sur les montagnards, et obtient l'honneur du triomphe,.
Aurelius Victor parle d'un triomphe de Publius Valerius face aux Sabins, il s'agit sûrement d'une confusion avec son frère, bien que Publius Valerius Publicola supervise tout selon Plutarque.

### Son quatrièmeconsulat(504)
Il est élu consul par les comices centuriates pour la quatrième fois en 504 av. J.-C. avec Titus Lucretius Tricipitinus,,. De graves troubles secouent Rome, les femmes enceintes n'accouchant plus que d'enfants malformés. Le consul consulte les livres sibyllins, apaise Pluton, et réinstaure des jeux à Rome.
Il prend la tête des armées pour faire face à une coalition de Sabins et de Latins qui menacent Rome. Il encourage le futur Appius Claudius Sabinus à venir s'installer à Rome, qui crée la gens des Claudii,. Les Sabins ne renoncent pas, et au contraire, marchent sur Rome. Ils sont pris dans un piège préparé par Publius Valerius Publicola et mis en déroute, et le consul reçoit un nouveau triomphe,. Il s'agit probablement du troisième triomphe cité par Aurelius Victor, contre les Sabins et les Véiens, car les survivants se réfugient à Fidènes, colonie de Véies.

### Sa mort (503)
L'année suivante, sous le consulat de Agrippa Menenius Lanatus et Publius Postumius Tubertus, durant une guerre contre les Sabins, il meurt au combat en première ligne,,. Denys d'Halicarnasse ne signale pas cette mort au combat, mais dit juste qu'il tombe malade et décède.
Comme le souligne Tite-Live et surtout Denys d'Halicarnasse, il décède si riche en gloire, mais sans fortune, que ses funérailles doivent être faites aux dépens de l'État, et les dames romaines prennent le deuil pour lui comme pour Brutus,,,.

« Cet homme, bien qu'il fût l'un des quatre premiers patriciens qui expulsèrent les rois et confisquèrent leurs fortunes, bien qu'il fût investi quatre fois de la puissance consulaire, qu’il fût victorieux dans deux guerres avec les meilleures conséquences et qu’il célébrât le triomphe les deux fois [...] et bien qu'il eût de telles occasions pour accumuler des richesses [...] il ne fut néanmoins pas surmonté par l’avarice, le vice qui asservit tous les hommes et toutes les forces à agir bassement ; mais il continua à vivre sur le petit domaine qu'il avait hérité de ses ancêtres, menant une vie supérieure de sang-froid et de frugalité à chaque désir, et avec peu de moyens il éleva ses enfants d'une manière digne de leurs naissances, faisant comprendre à tous les hommes qu'il est riche, non qu'il possède beaucoup de choses, mais qu'il exige peu. »

— Denys d'Halicarnasse, Antiquités romaines, V, 48 / (en)

## Sa famille
Il est le fils de Publius Valerius Volusus, dont nous ne connaissons rien sauf qu'il est un descendant de Volusus Valerius, fondateur de la gens des Valerii,,.
Il a un frère, Marcus Valerius Volusus Maximus,, consul en 505 av. J.-C., qui reçoit les honneurs du triomphe la même année pour avoir vaincu les Sabins,. Selon Plutarque, dans la Vie de Coriolan, il a aussi une sœur qui lui survit : alors que Coriolan marche sur Rome en 488 av. J.-C., les femmes se répandent dans tous les temples de la ville et Valeria, la sœur de Publicola, qui, par l'éclat de sa vertu, relève encore celui de sa naissance, jouit de l'estime et de la considération de toute la ville, aurait été frappée d'une inspiration divine : elle se rend chez la mère de Coriolan la convainc, ainsi que sa belle-fille, de venir avec toutes les femmes aux devants de l'armée de Coriolan et de le faire céder.
Il a au moins un fils, Publius Valerius Publicola, consul en 475 et 460 av. J.-C., et selon Denys d'Halicarnasse, une fille. Un de ses neveux est lui aussi connu, pour avoir occupé la dictature en 494 av. J.-C. pendant la première sécession de la plèbe, tandis que l'autre fils de son frère, Lucius Valerius Potitus Publicola, est consul en 483 et 470 av. J.-C.

### Auteurs antiques
- Aurelius Victor, Hommes illustres de la ville de Rome [détail des éditions] [lire en ligne]
- Denys d'Halicarnasse, Antiquités romaines [détail des éditions]
- Dion Cassius, Histoire romaine [détail des éditions] [lire en ligne]
- Plutarque, Vies parallèles [détail des éditions] [lire en ligne]
- Tite-Live, Histoire romaine [détail des éditions] [lire en ligne]

### Ouvrages modernes
- (de) Georg Wissowa (dir.), Paulys Realencyclopädie der classischen Altertumswissenschaft (lire en ligne)
- (en) T. Robert S. Broughton (The American Philological Association), The Magistrates of the Roman Republic : Volume I, 509 B.C. - 100 B.C., New York, Press of Case Western Reserve University (Leveland, Ohio), coll. « Philological Monographs, number XV, volume I », 1951, 578 p.
- Anne Pallud, « Publius Valerius Publicola : ami du peuple et fondateur d'une république oligarchique », Hypothèses, no 5,‎ 2002, p. 217-224 (lire en ligne)
- (en) Henrik Mouritsen, Maggie Robb (dir.), « Digital Prosopography of the Roman Republic », King’s College London
- Dominique Briquel, Mythe et révolution. La fabrication d’un récit : la naissance de la république à Rome, Éditions Latomus - Bruxelles, 2007
- (en) Matteo Gallo, « Misinterpreting a compound name. The origin of the agnomen Publicola in Dionysius of Halicarnassus and Plutarch » , Oxford, 22 avril 2025 (DOI https://doi.org/10.1093/bics/qbaf002 )